# NGC 1292
NGC 1292 (другие обозначения — ESO 418-1, MCG -5-8-26, IRAS03161-2747, PGC 12285) — спиральная галактика (Sc) в созвездии Печь.
Этот объект входит в число перечисленных в оригинальной редакции «Нового общего каталога».
Фотометрические и кинематические свойства NGC 1292 позволяют предположить, что она имеет псевдобалдж.